# Claudià (poeta)
Claudià (en grec antic: Κλαυδιανός, llatí: Claudianus) fou un poeta grec autor de cinc epigrames inclosos a l'Antologia grega. N'hi ha que l'identifiquen amb Claudi Claudià, el famós poeta llatí, però podria ser un personatge diferent que hauria florit, segons Evagri, en època de l'emperador Teodosi, que va regnar entre el 401 i el 450, quan Claudi Claudià ja era mort. Una Gigantomàquia que s'atribueix a Claudià, segurament era d'aquest Claudi.
Com que va escriure poemes sobre la història de determinades ciutats d'Àsia i Síria (πάτρια Ταρσοῦ, Ἀναζάρβου, Βηρύτου, Νικαίας), se'l suposa originari d'aquestes regions.